# Pedra de les Creus

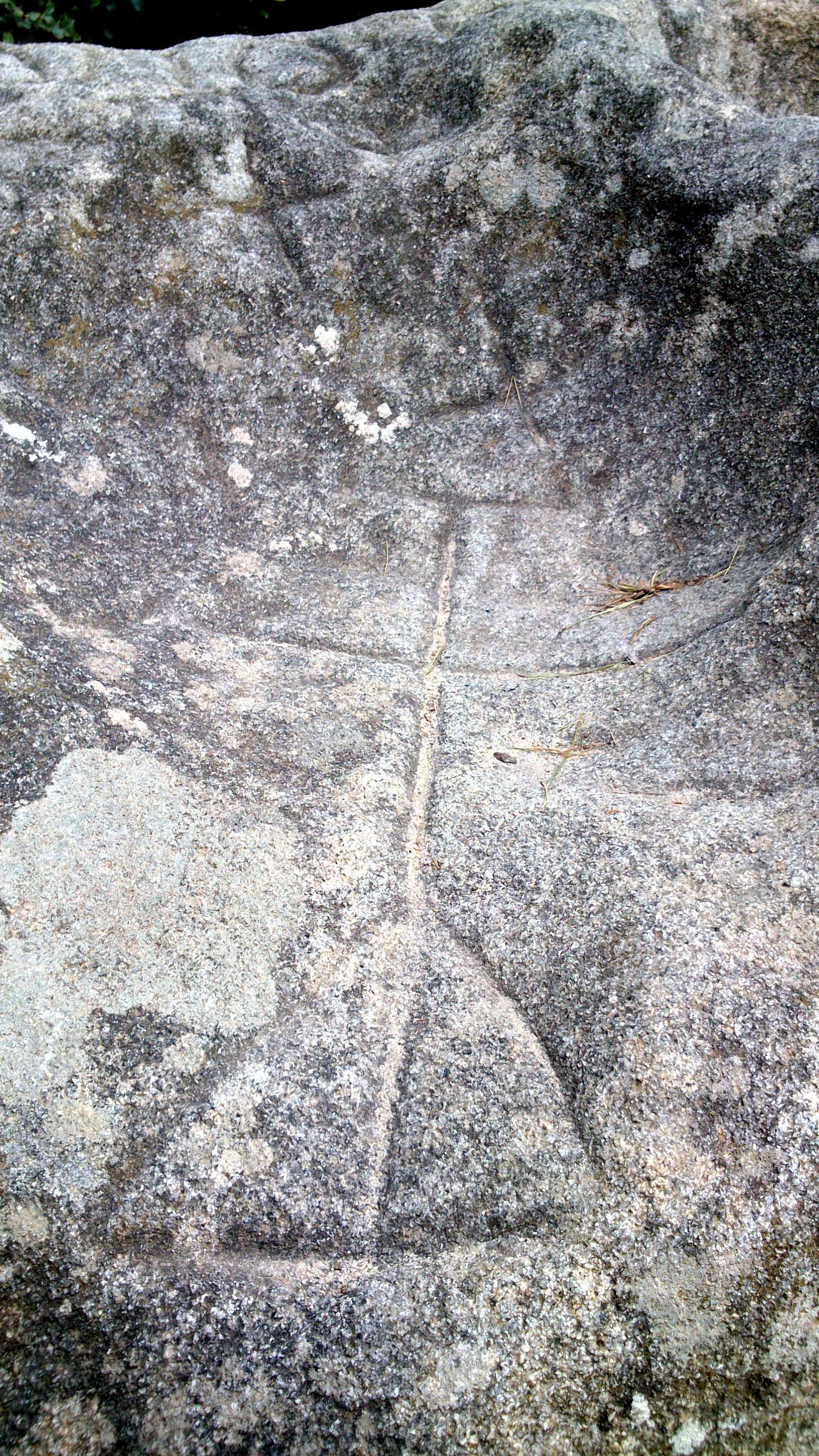
Un dels petròglifs de la Pedra de les Creus

La Pedra de les Creus es troba al Parc de la Serralada Litoral, concretament a la Roca del Vallès (el Vallès Oriental), declarat Bé cultural d'interès local en la categoria de Zona arqueològica.

## Descripció
És un bloc de granit de forma irregular, d'uns 2 metres de costat per 1,50 d'alçària. Té nombroses inscultures en forma de creu (al voltant de 20)i altres signes de difícil interpretació a la part superior i de mides i estils diversos. La majoria de les creus, algunes amb pedestal, són clarament medievals. Hi ha arqueòlegs que s'aventuren a situar algun d'aquests petròglifs en la Prehistòria, ja que durant aquest període la creu s'emprava com a símbol antropomòrfic (com és el cas de la Roca dels Sacrificis de Capmany al Baix Empordà). Tenint en compte l'entorn (en el pendent entre la Pedra de les Orenetes i la Pedra de les Creus es van trobar diversos fragments de ceràmica ibèrica força rodada), dens en megàlits, no és esbojarrat suposar que la pedra es va començar a gravar a la Prehistòria (de fet, els arqueòlegs la daten entre el Calcolític i l'edat del bronze, del 2200 aC fins al 650 aC).
També hi ha una sèrie de lletres i números que correspondrien a dates més recents (ROCA 1.7 AÑO 74) escrits sense continuïtat i en espais separats, cosa que fa pensar que les creus són anteriors a aquesta llegenda, que es deuria gravar en els espais lliures de creus. Podria tractar-se d'una senyalització cadastral del 1794. Es poden veure, a més, diverses cassoletes en aquesta pedra i en altres del voltant (probablement d'origen natural encara que alguns les consideren cassoletes rituals artificials). L'any 2010 es realitzà un estudi en 3D d'aquesta pedra i els seus gravats i, també, de la Pedra de les Orenetes.

## Curiositats
Una llegenda de la Roca del Vallès diu que les creus són en record de les víctimes del bandoler Perot Rocaguinarda (popularment conegut com a Perot de la Roca o Perot lo Lladre), el qual va tindre una quadrilla des del 1603 fins al 1611. Després es va fer soldat i va aconseguir el perdó i força guardons.

## Accés
És ubicada a la Roca del Vallès: a l'alçada del km 23 (de la carretera de Sant Adrià del Besòs a La Roca del Vallès) entrem a la urbanització Les Roquetes. Pugem fins a la part més alta del turó pel carrer de la Ruta Prehistòrica que acaba en un cercle. Poc abans d'arribar-hi, hi ha un carrer estret (carrer de la Roca Foradada) a l'esquerra, que porta a un altre de més ample que, agafant-lo cap a l'esquerra acaba aviat i esdevé un camí tancat amb una cadena. Deixem el cotxe i continuem a peu. Arribarem a una cruïlla on hem d'agafar el camí de l'esquerra que en menys de 200 m ens menarà a una clariana, a l'esquerra del camí, on, a 40 m, es troba la pedra. UTM: 31 N - 443587 - 4602002.